# Парубець Анатолій Григорович
Парубець Анатолій Григорович ( нар. 4 травня 1964 року, с. Галиця, Ніжинський район Чернігівська область — заг. 13 лютого 1984 року, Афганістан) — сержант, командир стрілецького відділення. За національністю — українець. 

## Короткий життєпис
Закінчив ПТУ в м. Київ, працював монтажником на заводі «Арсенал». До збройних сил СРСР призваний 22 вересня 1982 року Московським РВК Києва. У Республіці Афганістан з березня 1983 року. Неодноразово в складі розвідувальної роти брав участь в бойових операціях. Проявив себе рішучим і хоробрим воїном, в найскладнішій обстановці вміло і впевнено командував підлеглими. У бою 13 лютого 1984 року був важко поранений, але продовжував вести вогонь. Помер від великої втрати крові.  Похований в с. Ковтунівка Ніжинського району Чернігівської області. 

## Нагороди та вшанування
- За мужність і відвагу нагороджений двома орденами Червоної Зірки (другим - посмертно).
- Одна з вулиць села Ковтунівка названа його ім'ям.